# Quercus phanera
Quercus phanera Chun – gatunek roślin z rodziny bukowatych (Fagaceae Dumort.). Występuje naturalnie w południowych Chinach – w prowincji Hajnan oraz regionie autonomicznym Kuangsi.

## Morfologia
PokrójZimozielone drzewo dorastające do 25 m wysokości.
LiścieBlaszka liściowa jest skórzasta i ma podłużnie eliptyczny kształt. Mierzy 5–15 cm długości oraz 2–5 cm szerokości, jest piłkowana przy wierzchołku, ma klinową nasadę i spiczasty wierzchołek. Ogonek liściowy jest nagi i ma 10–18 mm długości.
OwoceOrzechy o kształcie od obłego do elipsoidalnego, dorastają do 30–40 mm długości i 20–25 mm średnicy. Osadzone są pojedynczo w kubkowatych miseczkach do 25% ich długości. Same miseczki mierzą 18–25 mm średnicy.

## Biologia i ekologia
Rośnie w lasach mieszanych. Występuje na wysokości od 900 do 2000 m n.p.m. Owoce dojrzewają od grudnia do stycznia.